# Drewno małowymiarowe
Drewno małowymiarowe – zgodnie z Polską Normą PN-92/D-95019 drewno okrągłe o średnicy dolnej mierzonej bez kory do 5 cm, w korze do 7 cm. Obecnie ta norma nie obowiązuje. Drewno małowymiarowe dzieli się na drobnicę użytkową i opałową.